# Релігійність
Релігійність — поняття соціології релігії. Різні вчені розглядають це поняття в широкому сенсі як залученість в релігію і дотримання релігійних орієнтирів. Сюди входять емпіричні, ритуальні, ідеологічні, інтелектуальні, логічні, релігієзнавчі, конфесійні, доктринальні, моральні, культурні аспекти.
При вимірі релігійності вчені стикаються з різними проблемами. Наприклад, статистичні дані про те, як часто люди відвідують церкви, виявляються різними в залежності від того, які методи збору даних використовуються, зокрема, традиційні опитування в порівнянні з вивченням витрат часу.
Десятиліття антропологічних, соціологічних та психологічних досліджень встановили, що «релігійна конгруентність» (припущення, що релігійні вірування та цінності тісно інтегровані в свідомості людини або що релігійні практики та поведінка випливають безпосередньо з релігійних вірувань або що релігійні вірування є хронологічно лінійними та стабільними в різних контекстах) насправді спостерігається рідко. Релігійні уявлення людей роздроблені, нещільно пов'язані та залежать від контексту, як і в усіх інших сферах культури та життя. Переконання, приналежності та поведінка будь-якої людини є складною діяльністю, яка має безліч джерел, включаючи культуру.